# Battaglia di Hjörungavágr
La battaglia di Hjörungavágr (norvegese: Slaget ved Hjørungavåg) è una battaglia navale semi-leggendaria che si svolse alla fine del X secolo tra gli Jarl di Lade ed una flotta di invasione danese guidata dai mitici Jomsviking. Questo scontro giocò un ruolo fondamentale nel tentativo di Haakon Sigurdsson di unificare il suo comando sotto la Norvegia.

## Storia
Haakon Sigurdsson governava la Norvegia come vassallo di re Aroldo I di Danimarca, ma si trattava in realtà di un regno indipendente. Haakon  era un forte credente negli dei norreni. Quando Aroldo I tentò di forzare l'introduzione del Cristianesimo attorno al 975, Haakon ruppe l'alleanza con la Danimarca.
Aroldo I patì la sconfitta da Ottone II di Sassonia. Haakon approfittò della posizione di debolezza del re danese per rendere la Norvegia indipendente dalla Danimarca.

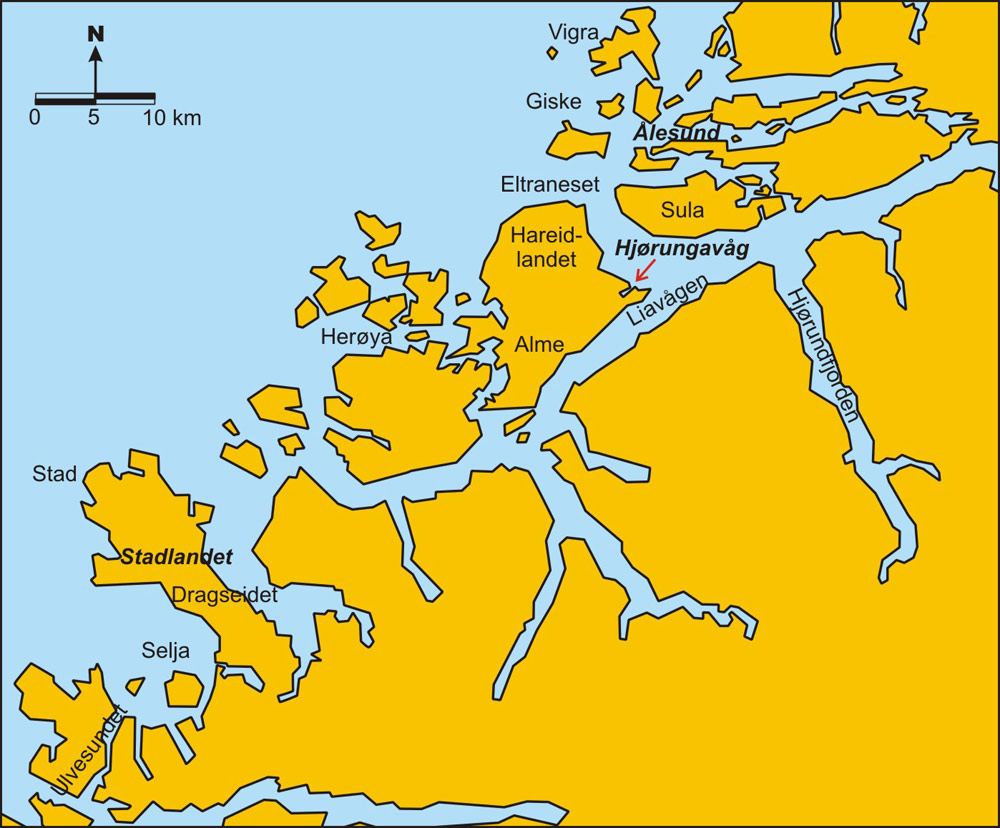
Hareidlandet in Møre og Romsdal

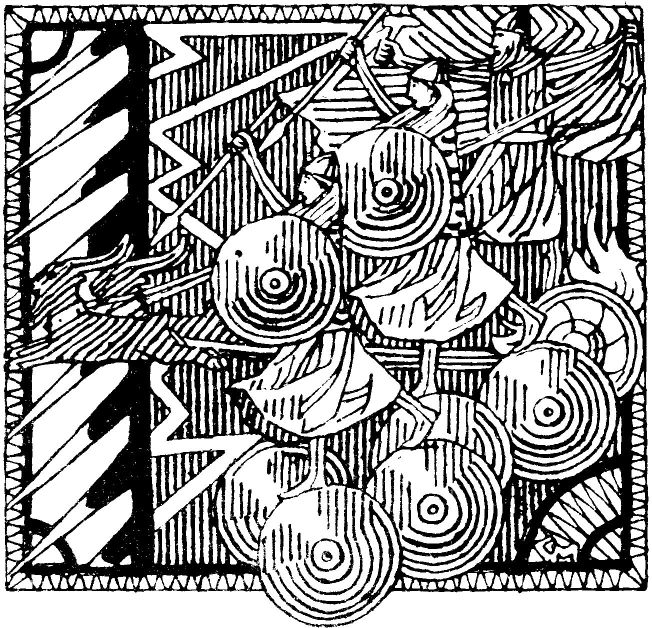
Storm in Hjørungavåg
Gerhard Munthe

## Fonti
La battaglia viene descritta nelle Saghe dei re norrene, come la Heimskringla, la Jómsvíkinga saga ed il Gesta Danorum di Saxo Grammaticus. Saxo Grammaticus stimò che la battaglia ebbe luogo mentre Aroldo I era ancora in vita. Solitamente si posiziona lo scontro nell'anno 986. I racconti postumi sono romanzati, ma gli storici credono che contengano un fondo di verità.
Alcune poesie scaldiche contemporanee accennano alla battaglia, compresi alcuni versi di Þórðr Kolbeinsson e Tindr Hallkelsson. La battaglia è stata anche il soggetto di successivi poemi e saghe. La Jómsvíkingadrápa di Bjarni Kolbeinsson onora i Jomsviking caduti nella battaglia di Hjörungavágr. LA Vellekla, composta dallo scaldo islandese Einarr Helgason, parla della battaglia di Hjörungavágr. La Fagrskinna contiene una storia della Norvegia con grande enfasi sulle battaglie, compresa quella di Hjörungavágr.
La Jómsvíkinga saga offre due descrizioni contraddittorie della baia in cui si svolse lo scontro. Secondo la prima Hjorungavágr si troverebbe su un lato dell'isola di Hoð (oggi Hareidlandet, un'isola di Møre og Romsdal). Secondo l'altra la baia si troverebbe a sud di un'isola chiamata Primsigð/Primsignd ed a nord di un'altra chiamata Horund. Entrambi questi nomi sono oggi sconosciuti.